# 移宮案

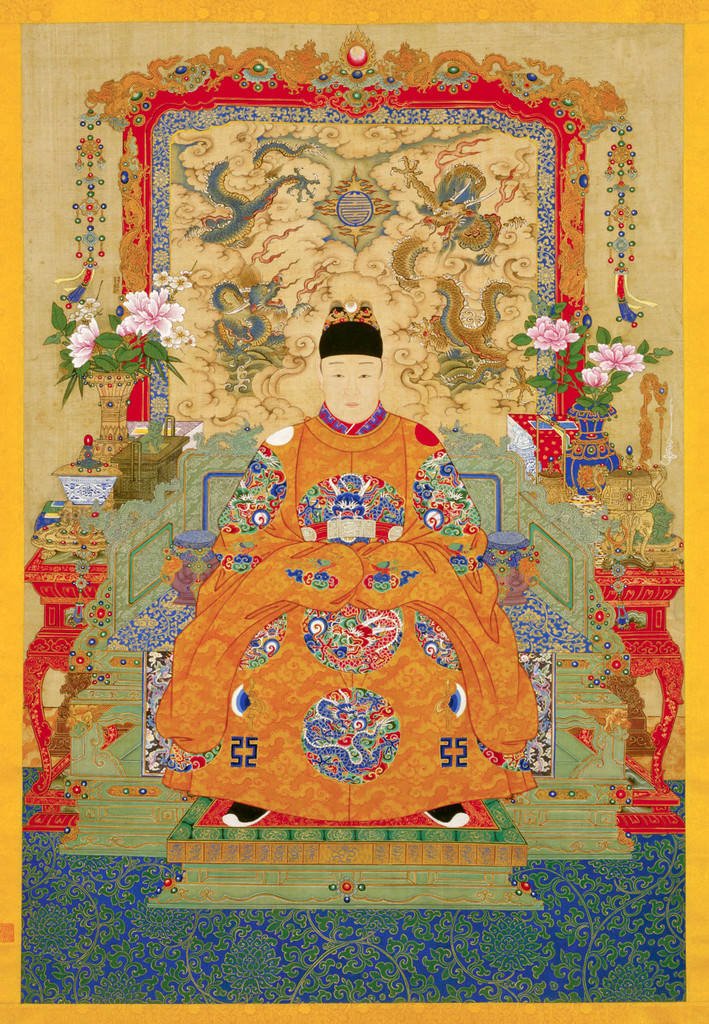
移宮案主角:明熹宗朱由校

移宮案，明末三案之一。泰昌元年（1620年），明熹宗朱由校即位，抚养皇帝的李选侍和魏忠贤，利用熹宗年幼強居乾清宮，把持朝政。東林黨人楊漣、左光等反对，不让李选侍与皇帝同住，迫使她移居他处，是为移宫案 。

## 经过
萬曆四十八年（1620年）七月，明光宗朱常洛即位，為泰昌元年，寵妃西李选侍带着丧母王才人交给她抚养的皇長子朱由校，以及亲生女儿——八公主，一起遷入乾清宮。光宗下诏封西李为皇贵妃，但不到一個月後，光宗死於紅丸案。西李仍居乾清宮，企圖挾皇長子自重；都給事中楊漣、御史左光斗等為防其干預朝事，逼迫西李带着女儿移到仁壽殿后给无名封宫御养老的哕鸞宮，光宗的另一妃子傅懿妃及其两个女儿也同时被驱逐。
東林黨人因“移宮”擁戴有功，勢力重新崛起，“东林势盛，众正盈朝。”不久魏忠賢崛起，東林黨人又遭到血腥鎮壓，移宮事皆成為罪狀，天啟年間，御史賈继春上疏指責東林黨人，“謂不由於新君御極之初，首勸主上以違忤先帝，逼逐庶母，表裡交搆，羅織不休，俾先帝龍體末寒，遂不能保其姬女。”於是兩派官員爭吵不已，直到明熹宗出面干涉，爭論暫時停息。從萬曆年間的兩次妖書案及梃擊案，到後來的紅丸案及移宮案，表面上的問題都是源於「國本之爭」，但實際上是進行激烈的東林黨爭，直到南明滅亡為止。